# Canton de Haute-Dordogne
Le canton de Haute-Dordogne est une circonscription électorale française du département de la Corrèze créée par le décret du 24 février 2014 et entrée en vigueur lors des élections départementales de 2015.

## Histoire
Un nouveau découpage territorial de la Corrèze entre en vigueur en mars 2015, défini par le décret du 24 février 2014, en application des lois du 17 mai 2013 (loi organique 2013-402 et loi 2013-403). Les conseillers départementaux sont, à compter de ces élections, élus au scrutin majoritaire binominal mixte. Les électeurs de chaque canton élisent au Conseil départemental, nouvelle appellation du Conseil général, deux membres de sexe différent, qui se présentent en binôme de candidats. Les conseillers départementaux sont élus pour 6 ans au scrutin binominal majoritaire à deux tours, l'accès au second tour nécessitant 12,5 % des inscrits au 1er tour. En outre la totalité des conseillers départementaux est renouvelée. Ce nouveau mode de scrutin nécessite un redécoupage des cantons dont le nombre est divisé par deux avec arrondi à l'unité impaire supérieure si ce nombre n'est pas entier impair, assorti de conditions de seuils minimaux. Dans la Corrèze, le nombre de cantons passe ainsi de 37 à 19. Le nouveau canton de Haute-Dordogne est formé de communes des anciens cantons de Neuvic, de Bort-les-Orgues, de Lapleau et d'Ussel-Est. Contrairement à l'ancien découpage où chaque canton était inclus à l'intérieur d'un seul arrondissement, le nouveau découpage territorial s'affranchit des limites des arrondissements. C'est le cas pour le canton de Haute-Dordogne dont deux communes font partie de l'arrondissement de Tulle et vingt-cinq de celui d'Ussel.

## Représentation
| Période élective | Période élective | Mandat | Mandat   | Identité          | Nuance | Nuance | Qualité                              |
| ---------------- | ---------------- | ------ | -------- | ----------------- | ------ | ------ | ------------------------------------ |
| 2015             | 2021             | 2015   | 2021     | Danielle Coulaud  |        | DVD    | Maire de Margerides depuis 2006      |
| 2015             | 2021             | 2015   | 2021     | Jean Stöhr        |        | LR     | Maire de Neuvic (2012-2020)          |
| 2021             | 2028             | 2021   | en cours | Marie-Laure Vidal |        | LR     | Commerçante à Neuvic                 |
| 2021             | 2028             | 2021   | en cours | Éric Ziolo        |        | LR     | Maire de Bort-les-Orgues depuis 2020 |

### Résultats détaillés

#### Élections de mars 2015
À l'issue du 1er tour des élections départementales de 2015, deux binômes sont en ballottage : Danielle Coulaud et Jean Stöhr (UMP, 48,50 %) et Dominique Miermont et Jean-Michel Taudin (PS, 40,69 %). Le taux de participation est de 59,75 % (5 005 votants sur 8 377 inscrits) contre 59,60 % au niveau départemental et 50,17 % au niveau national.
Au second tour, Danielle Coulaud et Jean Stöhr (UMP) sont élus avec 51,16 % des suffrages exprimés et un taux de participation de 61,98 % (2 422 voix pour 5 191 votants et 8 375 inscrits).

#### Élections de juin 2021
Le premier tour des élections départementales de 2021 est marqué par un très faible taux de participation (33,26 % au niveau national). Dans le canton de Haute-Dordogne, ce taux de participation est de 47,59 % (3 910 votants sur 8 216 inscrits) contre 42,13 % au niveau départemental. À l'issue de ce premier tour, deux binômes sont en ballottage : Marie-Laure Vidal et Éric Ziolo (Union à droite, 45,97 %) et Xavier Gruat et Dominique Miermont (DVG, 43,21 %).
Le second tour des élections est marqué une nouvelle fois par une abstention massive équivalente au premier tour. Les taux de participation sont de 34,3 % au niveau national, 43,69 % dans le département et 51,75 % dans le canton de Haute-Dordogne. Marie-Laure Vidal et Éric Ziolo (Union à droite) sont élus avec 51,5 % des suffrages exprimés (2 075 voix pour 4 251 votants et 8 215 inscrits),,. 

## Composition
En 2015 et 2016, le canton de Haute-Dordogne comprend vingt-sept communes entières. Au 1er janvier 2017, deux d'entre elles fusionnent pour former la commune nouvelle de Sarroux - Saint Julien, portant leur nombre total à vingt-six.
| Nom                                     | Code Insee | Intercommunalité            | Superficie (km2) | Population (dernière pop. légale) | Densité (hab./km2) | Modifier                                    |
| --------------------------------------- | ---------- | --------------------------- | ---------------- | --------------------------------- | ------------------ | ------------------------------------------- |
| Bort-les-Orgues (bureau centralisateur) | 19028      | CC Haute-Corrèze Communauté | 15,07            | 2 487 (2022)                      | 165                | modifier les données · modifier les données |
| Chirac-Bellevue                         | 19055      | CC Haute-Corrèze Communauté | 20,65            | 277 (2022)                        | 13                 | modifier les données · modifier les données |
| Confolent-Port-Dieu                     | 19167      | CC Haute-Corrèze Communauté | 8,47             | 41 (2022)                         | 4,8                | modifier les données · modifier les données |
| Lamazière-Basse                         | 19102      | CC Haute-Corrèze Communauté | 44,04            | 281 (2022)                        | 6,4                | modifier les données · modifier les données |
| Latronche                               | 19110      | CC Haute-Corrèze Communauté | 19,79            | 114 (2022)                        | 5,8                | modifier les données · modifier les données |
| Liginiac                                | 19113      | CC Haute-Corrèze Communauté | 28,53            | 657 (2022)                        | 23                 | modifier les données · modifier les données |
| Margerides                              | 19128      | CC Haute-Corrèze Communauté | 11,80            | 284 (2022)                        | 24                 | modifier les données · modifier les données |
| Mestes                                  | 19135      | CC Haute-Corrèze Communauté | 11,45            | 340 (2022)                        | 30                 | modifier les données · modifier les données |
| Monestier-Port-Dieu                     | 19142      | CC Haute-Corrèze Communauté | 18,00            | 133 (2022)                        | 7,4                | modifier les données · modifier les données |
| Neuvic                                  | 19148      | CC Haute-Corrèze Communauté | 72,88            | 1 597 (2022)                      | 22                 | modifier les données · modifier les données |
| Palisse                                 | 19157      | CC Haute-Corrèze Communauté | 32,89            | 220 (2022)                        | 6,7                | modifier les données · modifier les données |
| Roche-le-Peyroux                        | 19175      | CC Haute-Corrèze Communauté | 7,15             | 98 (2022)                         | 14                 | modifier les données · modifier les données |
| Saint-Bonnet-près-Bort                  | 19190      | CC Haute-Corrèze Communauté | 17,14            | 188 (2022)                        | 11                 | modifier les données · modifier les données |
| Saint-Étienne-aux-Clos                  | 19199      | CC Haute-Corrèze Communauté | 34,78            | 245 (2022)                        | 7,0                | modifier les données · modifier les données |
| Saint-Étienne-la-Geneste                | 19200      | CC Haute-Corrèze Communauté | 5,01             | 87 (2022)                         | 17                 | modifier les données · modifier les données |
| Saint-Exupéry-les-Roches                | 19201      | CC Haute-Corrèze Communauté | 37,00            | 592 (2022)                        | 16                 | modifier les données · modifier les données |
| Saint-Fréjoux                           | 19204      | CC Haute-Corrèze Communauté | 24,93            | 263 (2022)                        | 11                 | modifier les données · modifier les données |
| Saint-Hilaire-Luc                       | 19210      | CC Haute-Corrèze Communauté | 10,84            | 65 (2022)                         | 6,0                | modifier les données · modifier les données |
| Saint-Pantaléon-de-Lapleau              | 19228      | CC Haute-Corrèze Communauté | 8,46             | 64 (2022)                         | 7,6                | modifier les données · modifier les données |
| Saint-Victour                           | 19247      | CC Haute-Corrèze Communauté | 14,79            | 194 (2022)                        | 13                 | modifier les données · modifier les données |
| Sainte-Marie-Lapanouze                  | 19219      | CC Haute-Corrèze Communauté | 6,63             | 60 (2022)                         | 9,0                | modifier les données · modifier les données |
| Sarroux - Saint Julien                  | 19252      | CC Haute-Corrèze Communauté | 54,39            | 867 (2022)                        | 16                 | modifier les données · modifier les données |
| Sérandon                                | 19256      | CC Haute-Corrèze Communauté | 34,48            | 344 (2022)                        | 10,0               | modifier les données · modifier les données |
| Thalamy                                 | 19266      | CC Haute-Corrèze Communauté | 11,84            | 104 (2022)                        | 8,8                | modifier les données · modifier les données |
| Valiergues                              | 19277      | CC Haute-Corrèze Communauté | 13,13            | 151 (2022)                        | 12                 | modifier les données · modifier les données |
| Veyrières                               | 19283      | CC Haute-Corrèze Communauté | 4,10             | 82 (2022)                         | 20                 | modifier les données · modifier les données |
| Canton de Haute-Dordogne                | 1908       |                             | 568,24           | 9 835 (2022)                      | 17                 | modifier les données                        |

## Démographie
En 2022, le canton comptait 9 835 habitants, en évolution de −2,55 % par rapport à 2016 (Corrèze : −0,59 %, France hors Mayotte : +2,11 %).
| 2013   | 2018   | 2022  |
| ------ | ------ | ----- |
| 10 399 | 10 066 | 9 835 |

## Historique des élections

### Élection de 2015
| Candidats          | Partis      | Partis      | Premier tour | Premier tour | Second tour | Second tour |
| Candidats          | Partis      | Partis      | Voix         | %            | Voix        | %           |
| ------------------ | ----------- | ----------- | ------------ | ------------ | ----------- | ----------- |
| Danielle Coulaud   |             | DVD         | 2 154        | 48,50        | 2 422       | 51,16       |
| Jean Stöhr         |             | UMP         | 2 154        | 48,50        | 2 422       | 51,16       |
| Dominique Miermont |             | PS          | 1 807        | 40,69        | 2 312       | 48,84       |
| Jean-Michel Taudin |             | PS          | 1 807        | 40,69        | 2 312       | 48,84       |
| Amandine Dewaele   |             | EÉLV        | 480          | 10,81        |             |             |
| Luc Le Caloch      |             | FG          | 480          | 10,81        |             |             |
|                    |             |             |              |              |             |             |
| Inscrits           | Inscrits    | Inscrits    | 8 377        | 100,00       | 8 375       | 100,00      |
| Abstentions        | Abstentions | Abstentions | 3 372        | 40,25        | 3 184       | 38,02       |
| Votants            | Votants     | Votants     | 5 005        | 59,75        | 5 191       | 61,98       |
| Blancs             | Blancs      | Blancs      | 304          | 6,07         | 281         | 5,41        |
| Nuls               | Nuls        | Nuls        | 260          | 5,19         | 176         | 3,39        |
| Exprimés           | Exprimés    | Exprimés    | 4 441        | 88,73        | 4 734       | 91,20       |

### Élection de 2021
| Candidats                | Partis                   | Partis                   | Premier tour | Premier tour | Second tour | Second tour |
| Candidats                | Partis                   | Partis                   | Voix         | %            | Voix        | %           |
| ------------------------ | ------------------------ | ------------------------ | ------------ | ------------ | ----------- | ----------- |
| Marie-Laure Vidal        |                          | LR                       | 1 696        | 45,97        | 2 075       | 51,50       |
| Éric Ziolo               |                          | LR                       | 1 696        | 45,97        | 2 075       | 51,50       |
| Xavier Gruat             |                          | DVG                      | 1 594        | 43,21        | 1 954       | 48,50       |
| Dominique Miermont       |                          | DVG                      | 1 594        | 43,21        | 1 954       | 48,50       |
| Alice Agrane             |                          | RN                       | 399          | 10,82        |             |             |
| Sébastien Mac            |                          | RN                       | 399          | 10,82        |             |             |
|                          |                          |                          |              |              |             |             |
| Suffrages exprimés       | Suffrages exprimés       | Suffrages exprimés       | 3 689        | 94,35        | 4 029       | 94,78       |
| Votes blancs             | Votes blancs             | Votes blancs             | 117          | 2,99         | 114         | 2,68        |
| Votes nuls               | Votes nuls               | Votes nuls               | 104          | 2,66         | 108         | 2,54        |
| Total                    | Total                    | Total                    | 3 910        | 100          | 4 251       | 100         |
| Abstention               | Abstention               | Abstention               | 4 306        | 52,41        | 3 964       | 48,25       |
| Inscrits / participation | Inscrits / participation | Inscrits / participation | 8 216        | 47,59        | 8 215       | 51,75       |